# Damernas tvåa utan styrman i rodd vid olympiska sommarspelen 2008
Damernas tvåa utan styrman i rodd vid olympiska sommarspelen 2008 avgjordes mellan den 9 och 16 augusti 2008.

## Medaljörer
| Gren              | Guld                                     | Silver                     | Brons                                   |
| Tvåa utan styrman | Georgeta Damian och Viorica Susanu (ROU) | Wu You och Gao Yulan (CHN) | Julija Bitjyk och Natallja Helach (BLR) |

## Resultat

### Heat

#### Heat 1
| Placering | Roddare                        | Land        | Tid               | Noteringar |
| --------- | ------------------------------ | ----------- | ----------------- | ---------- |
| 1         | Julija Bitjyk, Natallja Helach | Belarus     | 7:24,47           | FA         |
| 2         | Juliette Haigh, Nicola Coles   | Nya Zeeland | 7:31,45           | R          |
| 3         | Wu You, Gao Yulan              | Kina        | 7:32,50           | R          |
| 4         | Kim Crow, Sarah Cook           | Australien  | 7:44,04           | R          |
| 5         | Zoe Hoskins, Sabrina Kolker    | Kanada      | Boat under weight | R          |

#### Heat 2
| Placering | Roddare                                | Land           | Tid     | Noteringar |
| --------- | -------------------------------------- | -------------- | ------- | ---------- |
| 1         | Georgeta Andrunache, Viorica Susanu    | Rumänien       | 7:22,69 | FA         |
| 2         | Lenka Wech, Maren Derlien              | Tyskland       | 7:28,66 | R          |
| 3         | Louisa Reeve, Olivia Whitlam           | Storbritannien | 7:29,88 | R          |
| 4         | Portia McGee, Anne Cummins             | USA            | 7:29,95 | R          |
| 5         | Inene Pascal-Pretre, Stephanie Dechand | Frankrike      | 7:42,92 | R          |

### Återkval
- Kvalregler: 1-2→ FA, 3→ FB

#### Återkval 1
| Placering | Roddare                                | Land           | Tid     | Noteringar |
| --------- | -------------------------------------- | -------------- | ------- | ---------- |
| 1         | Juliette Haigh, Nicola Coles           | Nya Zeeland    | 7:32,64 | FA         |
| 2         | Louisa Reeve, Olivia Whitlam           | Storbritannien | 7:34,54 | FA         |
| 3         | Kim Crow, Sarah Cook                   | Australien     | 7:38,48 | FB         |
| 4         | Inene Pascal-Pretre, Stephanie Dechand | Frankrike      | 7:41,87 | FB         |

#### Återkval 2
| Placering | Roddare                     | Land     | Tid     | Noteringar |
| --------- | --------------------------- | -------- | ------- | ---------- |
| 1         | Wu You, Gao Yulan           | Kina     | 7:23,71 | FA         |
| 2         | Lenka Wech, Maren Derlien   | Tyskland | 7:27,02 | FA         |
| 3         | Portia McGee, Anne Cummins  | USA      | 7:32,26 | FB         |
| 4         | Zoe Hoskins, Sabrina Kolker | Kanada   | 7:40,22 | FB         |

### Final B
| Placering | Roddare                                | Land       | Tid     | Noteringar |
| --------- | -------------------------------------- | ---------- | ------- | ---------- |
| 1         | Portia McGee, Anne Cummins             | USA        | 7:33,17 |            |
| 2         | Inene Pascal-Pretre, Stephanie Dechand | Frankrike  | 7:36,25 |            |
| 3         | Zoe Hoskins, Sabrina Kolker            | Kanada     | 7:37,27 |            |
| 4         | Kim Crow, Sarah Cook                   | Australien | 7:40,93 |            |

### Final A
| Placering | Roddare                             | Land           | Tid     | Noteringar |
| --------- | ----------------------------------- | -------------- | ------- | ---------- |
|           | Georgeta Andrunache, Viorica Susanu | Rumänien       | 7:20,60 |            |
|           | Wu You, Gao Yulan                   | Kina           | 7:22,28 |            |
|           | Julija Bitjyk, Natallja Helach      | Belarus        | 7:22,91 |            |
| 4         | Lenka Wech, Maren Derlien           | Tyskland       | 7:25,73 |            |
| 5         | Juliette Haigh, Nicola Coles        | Nya Zeeland    | 7:28,80 |            |
| 6         | Louisa Reeve, Olivia Whitlam        | Storbritannien | 7:33,61 |            |